# Lenguas makaa-njem
Las lenguas makaa-njem son un grupo filogenético de lenguas bantúes hablado en Camerún y regiones adyacentes de República Centroafricana, Guinea Ecuatorial, Gabón y República del Congo. Estas lenguas fueron codificadas como el subgrupo A.80 en la clasificación de Guthrie. De acuerdo con Nurse & Philippson (2003), añadiendo las lenguas kako (subgrupo A.90 de Guthrie) forman un nudo filogenéticamente válido, llamado Pomo–Bomwali (Kairn Klieman, 1997).

## Lenguas del grupo
Las lenguas kako (A.90) según Guthrie son:
Kwakum
Pol (Pomo, Kweso)
Kako.
Las lenguas makaa-njem (A.80) son:
| Nombre          | Ubicación primaria       | Otras ubicaciones | Grupo(s) étnico(s)                       | N.º de hablantes | Comentarios |
| --------------- | ------------------------ | ----------------- | ---------------------------------------- | ---------------- | --- |
| Bekwel          | Congo                    | Camerún, Gabón    | Bekwel                                   | 12 060           | Cercano al nkonabeeb y al koonzime. Los hablantes camerunenses también usan el mpongmpong.                                |
| Bomwali         | Congo                    | Camerún           | Bomwali                                  | 39 280           | |
| Byep            | Camerún                  | Ninguno           | Maka                                     | 9 500            | También llamado makaa septentrional, que no es inteligible con el makaa.                                                  |
| Kol             | Camerún                  | Gabón             | Bekol                                    | 12 000           | Los hablantes usan también el makaa o koonzime.                                                                           |
| Koonzime        | Camerún                  | ninguno           | Badwe'e, Nzime                           | 30 000           | Los badwe'e hablan el dialecto koozime; los nzime hablan el dialecto koonzime. Usado como segunda lengua por muchos Baka. |
| Makaa           | Camerún                  | None              | Maka                                     | 80 000           | Relacionado con el byep (makaa septentrional) y kol, aunque no es inteligible con ellos.                                  |
| Mpiemo          | República Centroafricana | Camerún, Congo    | Mbimu                                    | 29 000           | |
| Mpumpong        | Camerún                  | ninguno           | Nkonabeeb                                | 45 000           | |
| Ngumba (Kwasio) | Camerún                  | Guinea Ecuatorial | Mabi, Ngumba, Bujeba, Gyele (Koya, Kola) | 22 000           | Los gyele son pigmeos |
| Njyem           | Camerún                  | Congo             | Njyem                                    | 7 000            | Hablado por muchos Baka como segunda lengua.                                                                              |
| Swo             | Camerún                  | ninguno           | Swo                                      | 9 000            | Alto nivel de influencia del beti.                                                                                        |
| Ukhwejo         | República Centroafricana | ninguno           | Benkonjo                                 | 2,000            | |

Maho (2009) añade el shiwe (oshieba) de Gabón central.
Glottolog clasifica estas lenguas del siguiente modo:
- Mvumboic: Gyele, Kwasio, Shiwe
- Pomo–Bomwali
  - Kako (A.90): Kako, Kwakum, Pomo
  - Ndzem–Bomwali
    - Bekwilic: Bekwil, Mpiemo–Ukhwejo, Mpongmpong
    - Bomwali
    - Makaaic: Byep, Kol, Makaa, So
    - Njemic: Koonzime, Njyem
    - Yambe

## Comparación léxica
Los numerales para diferentes grupos de lenguas kako-makaa-njem son:
| GLOSA | Kako   | Kako     | Kako               | Kako        | Mvúmboico | Mvúmboico | Bekwílico | Bekwílico | Bekwílico | Bekwílico  |
| GLOSA | Kako   | Kwaku    | Pol                | PROTO- KAKO | Gyele     | Ngumba    | Bekwil    | Mpiemo    | Ukhwejo   | Mpongmpong |
| ----- | ------ | -------- | ------------------ | ----------- | --------- | --------- | --------- | --------- | --------- | ---------- |
| '1'   | wɛ́tɛ   | mɔ́tù     | wáte               | *mwa-te     | m̀-vúrūŋ   | vúùr      | wát/ ŋgɔ́t | nguatɔ    | wɔ́ːtɔ     | ŋ̀gwát      |
| '2'   | yiɓâ   | íbà      | bǎ                 | *-ba        | ḿ-ɓá      | mbá       | e-ɓá      | ɓá        | ɓá        | mbá        |
| '3'   | yítati | ítátí    | láːl               | *-taːti     | ǹ-lâl     | nlál      | e-lɛ̂l     | laːli     | láːli     | lɛ̏l        |
| '4'   | yinî   | ínîːn    | nǎ                 | *-nai       | ǹ-nà      | nà        | e-nâ      | nán       | ná        | nâ         |
| '5'   | yitán  | ìtǎːn    | táːn               | *taːn       | -tân      | ntàn      | e-tɛ̂n     | taáni     | tááni     | tɛ̂n        |
| '6'   | 5+1    | tɔ̀wɔ̀     | tçóbó              | *tobo       | ǹ-túɔ́     | ntúó      | 5+1       | 5+1       | tɔ́ɔ́       | twǒ / 5+1  |
| '7'   | 5+2    | tàmbárʲɛ̀ | támbalí            | *tam-bari   | ɛ̀mbwêrɛ́   | hɛ́mbʰúèrí | 5+2       | 5+2       | tambalí   | 5+2        |
| '8'   | 5+3    | ʃǎl      | séíl               | *syal       | lɔ̀mbɛ̀     | lòmbì     | 5+3       | 5+3       | sial      | 5+3        |
| '9'   | 5+4    | bùjɛ́     | líkísáaʔ/ líkísáte | *-bwa(?)    | rɛ̀bvwǎ    | rèbvùà    | 5+4       | 5+4       | ɛɓóó      | 5+4        |
| '10'  | kámɔ́   | kàːmɔ̀    | káːmɛ́              | *kaːme      | wûm       | wùm       | kǎm       | kaːmó     | kaːmɔ́     | kám        |
| GLOSA | Makáico | Makáico | Makáico | Otras    | Otras   | Otras | PROTO- MAKAA-NJEM | PROTO-POMO- BOMWALI |
| GLOSA | Byep    | Kol     | Makaa   | Khaasili | Bomwali | Nzime | PROTO- MAKAA-NJEM | PROTO-POMO- BOMWALI |
| ----- | ------- | ------- | ------- | -------- | ------- | ----- | ----------------- | ------------------- |
| '1'   |         |         |         |          |         |       | *                 | *                   |
| '2'   |         |         |         |          |         |       | *                 | *                   |
| '3'   |         |         |         |          |         |       | *                 | *                   |
| '4'   |         |         |         |          |         |       | *                 | *                   |
| '5'   |         |         |         |          |         |       | *                 | *                   |
| '6'   |         |         |         |          |         |       | *                 | *                   |
| '7'   |         |         |         |          |         |       | *                 | *                   |
| '8'   |         |         |         |          |         |       | *                 | *                   |
| '9'   |         |         |         |          |         |       | *                 | *                   |
| '10'  |         |         |         |          |         |       | *                 | *                   |